# 吳安

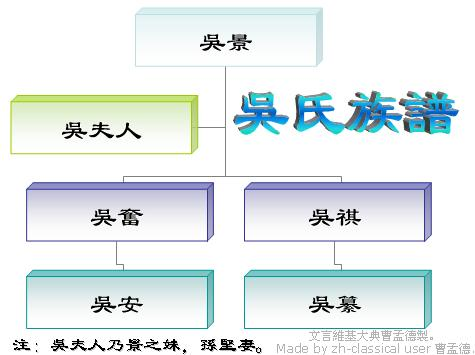

吳安是孫吳吳郡人。父吳奮死后，吳安被封为新亭侯。吳安屬魯王孫霸黨，因連坐死。由叔吳祺继承。

## 家屬
- 祖 吳景
- 父 吳奮
- 叔 吳祺
- 堂弟吳纂

## 延伸阅读
[在维基数据编辑]
 《三國志/卷50》，出自陳壽《三國志》